# Altanbulag, Töv
Altanbulag (mongoliska: Алтанбулаг Сум, Алтанбулаг, Altanbulag Sum) är ett distrikt i Mongoliet.   Det ligger i provinsen Töv, i den centrala delen av landet, 40 km sydväst om huvudstaden Ulaanbaatar.